# Pierre Champon
Pierre Champon, né le 29 septembre 1882 à Grenoble (Isère), mort le 11 novembre 1940 en Allemagne, est un général français de la Seconde Guerre mondiale. 

## Biographie
Natif de Grenoble, il y fait toute sa scolarité. Il intègre ensuite l'école Polytechnique puis l'école militaire de Saint-Cyr. Un de ses premiers postes est officier d'artillerie à Grenoble. Nommé capitaine en 1913, il combat au début de la Première Guerre mondiale dans la bataille des Vosges. Au cours de la guerre, il est blessé trois fois et reçoit cinq citations. Promu général de brigade en 1933, il est nommé au nouvellement créé Centre d'études tactiques d'artillerie de Metz dont il prend ensuite la direction avant de prendre celle de l'École d'artillerie inter-armées de Versailles en 1935. Général de division en 1936 puis général de corps d'armée en 1939, il prend le commandement de la 7e région militaire à Besançon. 
En août 1939, son unité est envoyée sur le Rhin. En mai 1940, après que les troupes allemandes ont pénétré en Belgique (Campagne des 18 jours), violant sa neutralité, le général Champon est immédiatement envoyé comme chef de la mission française auprès du roi des Belges, Léopold III qui est alors le chef des armées de son pays. Après la percée des Allemands dans les Ardennes et l'encerclement des troupes alliées en Belgique et dans le nord de la France, le général Champon est évacué vers l'Angleterre et rentre en France. Il prend le commandement le 5 juin 1940 du 12e corps d'armée, alors situé entre les Vosges et le Rhin, il résiste sur la ligne Maginot au-delà de l'Armistice du 22 juin. Il est cité à l'ordre de la 5e armée. 
Fait prisonnier de guerre à la fin de juin 1940, il meurt en détention en Allemagne le 11 novembre 1940, à 58 ans.

## Hommage
Une rue de Grenoble, l'avenue du Général Champon, a été nommée pour lui rendre hommage.